# 弗朗西斯·约翰逊
弗朗西斯·李·约翰逊（英語：Francis Lee Johnson，1910年8月5日—1997年4月18日），美国男子篮球运动员，曾代表美国国家队参加1936年夏季奥运会男子篮球比赛，并获得金牌。

## 家庭
哥哥吉恩（Gene）是一名美式足球和篮球教练。